# Jüdische Gemeinden in Hochstadt und Wachenbuchen
In den hessischen Gemeinden Hochstadt und Wachenbuchen (seit 1. Juli 1974 Stadtteile von Maintal) bestanden Jüdische Gemeinden. In Hochstadt gab es – in Verbindung mit den in den Nachbarorten Bischofsheim und Dörnigheim lebenden jüdischen Personen – eine jüdische Gemeinde bis 1938/42. In Wachenbuchen bestand ab dem 18. Jahrhundert eine jüdische Gemeinde bis 1938/39.

## Gemeindeeinrichtungen
In Hochstadt lebten schon im 16. Jahrhundert einzelne jüdische Familien, 1585 und 1614 werden vier genannt, später nur mehr zwei. 1673 waren es acht, 1697 nur mehr eine.
Die Gemeinde in Hochstadt besaß eine Synagoge, eine Religionsschule – seit 1868 im eigens erbauten Gebäude Hauptstraße 43 vor der Synagoge – und eine Mikwe (rituelles Bad) neben der Synagoge. Während der Novemberpogrome 1938 wurde die Synagoge innen vollständig zerstört. Dank der angrenzenden Gebäude wurde sie nicht angezündet und gelangte 1940 in den Besitz der Ortsgemeinde Hochstadt.
Das heute auf dem Grundstück der Synagoge Hauptstraße 43 stehende Wohnhaus mit einem Gewölbekeller unter dem nördlichen Teil war die jüdische Schule. Die Synagoge stand hinter diesem Schulhaus und reichte bis an den Wehrgang hinter der Ringmauer von Hochstadt. Daneben befand sich das Badehäuschen mit der Mikwe. Dieses Gebäude ist erhalten, das Tauchbecken wurde jedoch zugeschüttet.
In Wachenbuchen besaß die jüdische Gemeinde seit 1880 ein aus Bruchsteinen gemauertes Synagogengebäude in der Hauptstraße. Die Synagoge wurde während der Novemberpogrome zerstört; das Gebäude selbst blieb erhalten und ist heute ein Wohnhaus. Eine achtklassige Israelitische Elementarschule neben der Synagoge sowie ein rituelles Bad im Gebäude der jüdischen Schule bestand ebenfalls. Beides wurde vollständig zerstört.
Die Toten beider Gemeinden wurden auf dem jüdischen Friedhof in Hanau beigesetzt; einen eigenen jüdischen Friedhof gab es weder in Hochstadt noch in Wachenbuchen.

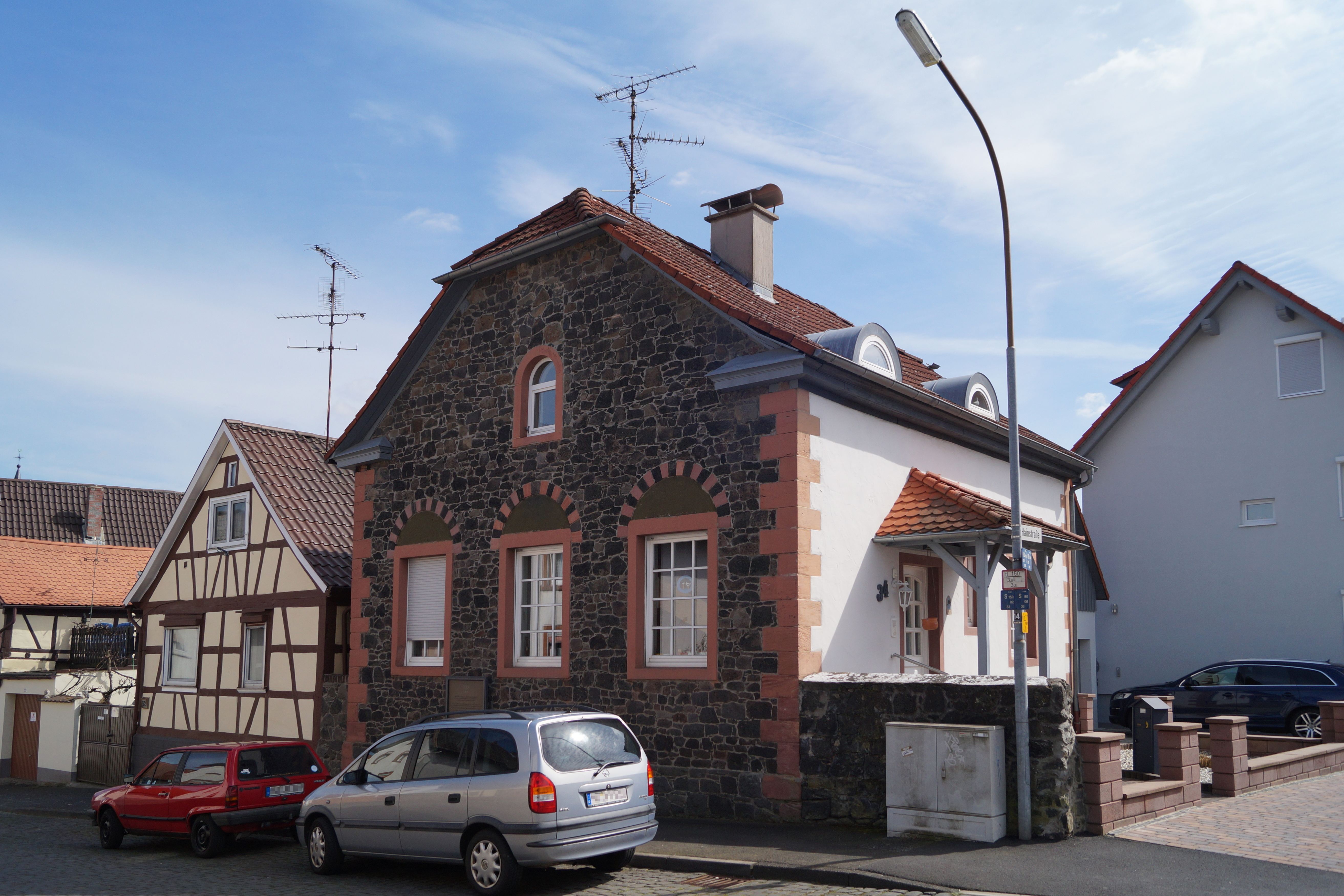
Synagoge in Maintal-Wachenbuchen

## Erinnerungsarbeit
- Brüder Schönfeld Forum[5]
- Liste der Stolpersteine in Maintal (Hessen)
- Gedenktafel an der Synagoge Wachenbuchen[6]